# Verenigd Koninkrijk op het Eurovisiesongfestival 1987
Het Verenigd Koninkrijk deed in 1987 voor de negenentwintigste keer mee aan het Eurovisiesongfestival. De zanger Rikki
was gekozen door de BBC door een nationale finale om het land te vertegenwoordigen.

## Nationale voorselectie
Onder de titel A Song for Europe 1987 hield het Verenigd Koninkrijk een nationale finale om de artiest en het lied te selecteren voor het Eurovisiesongfestival 1986. De nationale finale werd gehouden op 10 april 1987 en werd gepresenteerd door Terry Wogan.
De winnaar werd gekozen door negen regionale jury's.

| Volgorde | Lied                     | Componist                               | Artiest         | Punten | Plaats |
| -------- | ------------------------ | --------------------------------------- | --------------- | ------ | ------ |
| 01       | "Only the Light"         | Richard Peebles                         | Rikki           | 112    | 1ste   |
| 02       | "Lion Within"            | David Hughes & Richard Marcangelo       | Siy             | 48     | 8ste   |
| 03       | "I Want You"             | Steve Thompson & John Verity            | Mike Stacey     | 72     | 5de    |
| 04       | "Everybody"              | Mal Pope                                | Mal Pope        | 58     | 7de    |
| 05       | "Too Hot to Handle"      | Bob Heatlie                             | Ann Turner      | 101    | 2de    |
| 06       | "Master of the Game"     | Ian Prince                              | Ian Prince      | 34     | 10de   |
| 07       | "Just Let Me"            | Gordon Campbell                         | Gordon Campbell | 43     | 9de    |
| 08       | "Bless Your Lucky Stars" | Stephen Carmichael                      | Zuice           | 78     | 3de    |
| 09       | "What You Gonna Do"      | John T Ford & Malcolm Poole             | John T Ford     | 75     | 4de    |
| 10       | "Romeo"                  | Gordon Bonner, Gary Moat & Steve Hayman | Heavy Pettin'   | 60     | 6de    |

## In Brussel
In de Belgische stad Brussel moest het Verenigd Koninkrijk aantreden als 14de, net na Luxemburg en voor Frankrijk.
Op het einde van de puntentelling bleek dat ze op een dertiende plaats waren geëindigd met 47 punten.
Van België ontving het 3 punten en Nederland gaf geen punten.

### Gekregen punten

#### Finale
| 12 punten                           | 10 punten    | 8 punten                                | 7 punten               | 6 punten              |
| ----------------------------------- | ------------ | --------------------------------------- | ---------------------- | --------------------- |
|                                     | - Israël     |                                         |                        |                       |
| 5 punten                            | 4 punten     | 3 punten                                | 2 punten               | 1 punt                |
| - Oostenrijk - Zweden - Zwitserland | - Denemarken | - België - Ierland - Portugal - Turkije | - Cyprus - Joegoslavië | - Finland - Luxemburg |

### Punten gegeven door Verenigd Koninkrijk

#### Finale
Punten gegeven in de finale:
| 12 punten | Ierland     |
| 10 punten | Duitsland   |
| 8 punten  | België      |
| 7 punten  | Denemarken  |
| 6 punten  | Cyprus      |
| 5 punten  | Griekenland |
| 4 punten  | Israël      |
| 3 punten  | Nederland   |
| 2 punten  | Luxemburg   |
| 1 punt    | Italië      |

1957 · 1958 · 1959 · 1960 · 1961 · 1962 · 1963 · 1964 · 1965 · 1966 · 1967 · 1968 · 1969 · 1970 · 1971 · 1972 · 1973 · 1974 · 1975 · 1976 · 1977 · 1978 · 1979 · 1980 · 1981 · 1982 · 1983 · 1984 · 1985 · 1986 · 1987 · 1988 · 1989 · 1990 · 1991 · 1992 · 1993 · 1994 · 1995 · 1996 · 1997 · 1998 · 1999 · 2000 · 2001 · 2002 · 2003 · 2004 · 2005 · 2006 · 2007 · 2008 · 2009 · 2010 · 2011 · 2012 · 2013 · 2014 · 2015 · 2016 · 2017 · 2018 · 2019 · 2020 · 2021 · 2022 · 2023 · 2024 · 2025